# كريستين بوشامب
كريستين بوشامب (بالإنجليزية: Christine Beauchamp)‏ هي سيدة أعمال أمريكية، ولدت في عقد 1970.